# هريهوري تشابكيس
هريهوري ميكولايفيتش تشابكيس (بالأوكرانية: Чапкіс Григорій Миколайович)‏ (وُلِد في 24 فبراير 1930 - تُوفي في 13 يونيو 2021) كان راقصاً ومصمم رقصات أوكراني، حصل على ثلاث جوائز دولية. أصبح تشابكيس في فبراير 2010 فنان الشعب في أوكرانيا، حصل قبل ذلك على لقب الفنان الجدير بالتقدير في جمهورية أوكرانيا الاشتراكية السوفيتية (1964).
كان تشابكيس أستاذ بقسم الكوريغرافيا المعاصرة، كلية فنون الرقص، جامعة كييف الوطنية للثقافة والفنون. وعمل كأستاذ بكلية فنون الرقص، جامعة كييف للثقافة. وأستاذ في قسم الرقص في معهد الفنون جامعة بوريس هرينشينكو في كييف.
توفي تشابكيس في كييف في 13 يونيو 2021 عن عمر يناهز 91 عامًا من مضاعفات مرض فيروس كورونا.

## وصلات خارجية
هريهوري تشابكيس على موقع IMDb (الإنجليزية)